# Mühlwald
Mühlwald (wł. Selva dei Molini) – miejscowość i gmina we Włoszech, w regionie Trydent-Górna Adyga, w prowincji Bolzano.
Liczba mieszkańców gminy wynosiła 1482 (dane z roku 2009). Język niemiecki jest językiem ojczystym dla 99,19%, włoski dla 0,73%, a ladyński dla 0,07% mieszkańców (2001).

## Współpraca
- Somberek, Węgry